# Aesop (marque)
Pour les articles homonymes, voir Aesop.
Aesop (stylisé Aēsop) est la marque de commerce de la gamme de produits de soins de la peau de la firme australienne Aesop Retail Pty Ltd. Aesop a été fondée en 1987 à Melbourne par le coiffeur Dennis Paphitis (alias Dionysis Pafitis). En plus des soins de la peau, Aesop propose une gamme de produits de soins capillaires, de savons et de parfums.
Les produits de la marque sont vendus dans ses propres « espaces sigantures » (boutiques) et dans les magasins à rayons, ainsi que sur son commerce internet.
Au premier trimestre 2012, Aesop ouvre deux nouvelles boutiques à Londres. Le journal Le Monde relève la rigueur graphique et l'identité architecturale des magasins de la marque. Un soin particulier a également été porté au mobilier de la boutique de Toronto.
En décembre 2012, la firme de cosmétiques brésiliennes Natural Cosméticos a acheté 65 % d'Aesop pour 68 millions dollars autraliens. Paphitis conserve 25 % des parts, et d'autres investisseurs les 10 % restants,.
En 2015, Aesop inaugure à Oslo sa centième boutique au niveau mondial. C'est l'agence d'architecture Snohetta qui est sélectionné pour le design du magasin.
En avril 2023, le géant français L'Oréal rachète la marque, pour environ 2,5 milliards de dollars. Aesop est l'acquisition la plus importante de l'histoire du groupe L'Oréal. L'Oréal annonce vouloir développer la présence de la marque sur le marché chinois. Jusqu'en 2023, Aesop avait évité de pénétrer le marché chinois car les autorités chinoises contraignent les marques de cosmétiques à tester en amont leurs produits sur des animaux, pratiques à laquelle se refuse Aesop.
Les produits Aesop sont qualifiés par le magazine Vogue « d'objets d'esthètes ». L'hebdomadaire Le Point surnomme Aesop « le prince du cosmétique chic ».

## Activités internationales
Aesop a des magasins en Australie, en Nouvelle-Zélande, au Japon, au Canada, à Singapour, au Brésil, en Malaisie, en Corée du Sud, aux États-Unis, en France, en Allemagne, en Suisse, en Autriche, à Taiwan, à Hong-Kong, à Macao (Chine), au Danemark, en Belgique, aux Pays-Bas, aux Emirats Arabes Unis et au Royaume-Uni.